# 直接逆轉式柴油機
直接逆轉式柴油機（英語：Direct Reversing Diesel Engine）是一種曲軸可以轉向的柴油機。一般常見於大型低轉速的船用引擎，低速特性可讓螺旋槳有更高的推進效率，無需經過減速齒輪裝置而直接驅動之。當進車轉換至倒車時，以油壓或壓縮空氣來控制曲軸反轉。其進倒車裝置，有「移動凸輪軸式（sliding camshaft）」及「凸輪轉子移動式（moving cam follower）」等兩方式。